# 安·缪尔
安·缪尔（英語：Ann Muir，1946年7月24日—），新西兰女子草地滚球运动员。她曾代表新西兰参加1994年和2018年英联邦运动会草地滚球比赛，其中1994年英联邦运动会获得一枚铜牌。